# Могучие рейнджеры: Патруль времени
«Могучие рейнджеры: Патруль времени» (англ. Power Rangers Time Force) — девятый сезон популярного американского телесериала «Могучие рейнджеры», основанный на двадцать четвёртом сезоне японского телесериала «Super Sentai». «Отряд Будущего — Таймрейнджеры». Первый сезон, события которого отчасти происходят в будущем. Название сезона дословно переводится как Сила времени.

## Сюжет
К 3000 году почти вся преступность была ликвидирована. Один из лидеров преступного мира Рэнсик был арестован, но он смог сбежать и отправился в прошлое, чтобы изменить ход истории. За ним последовали четыре офицера «Патруля Времени», организации, занимавшейся раскрытием преступлений во времени. Когда Лидер группы Алекс был ранен, команда находит предка Алекса — Уэсли, который становится новым Красный Рейнджером времени.

## Персонажи

### Рейнджеры
- Уэсли «Уэс» Коллинз — Красный Рейнджер времени и один из лидеров команды. Роль играет Джейсон Фаунт.
- Лукас Кендалл — Синий Рейнджер времени и второй в команде. Роль играет Майкл Копон.
- Трип Реджис — Зелёный Рейнджер времени. Роль играет Кевин Клейнберг.
- Кэти Уолкер — Жёлтый Рейнджер времени. Роль играет Дебора Эстель Филипс.
- Дженнифер «Джен» Скоттс — Розовый Рейнджер времени и лидер команды. Роль играет Эрин Кехилл.
- Эрик Майерс — Квантовый Рейнджер и лидер «Серебряных Стражей». Роль играет Дэн Саутворт.

### Союзники
- Мистер Альберт Коллинз — отец Уэса, миллиардер и основатель «Серебряных Стражей». Роль играет Эдвард Лоуренс Альберт
- Циркит — механическая сова, источник информации. Озвучивает Брианн Сиддолл.
- Серебряные Стражи — государственная организация правоохранительных органов основаны Мистером Коллинзом названы в честь города Сильвер-Хиллз.
- Алекс — потомок Уэса, первый Красный Рейнджер времени. Роль играет Джейсон Фаунт.
- Филлипс — дворецкий Коллинзов. Роль играет Дуглас Фишер.
- Капитан Логан — Начальник рейнджеров. Роль играет Рой Вернер.
- Доктор Майкл Заскин — ученый, работающий в Bio-Lab, отец Холли Заскин. Роль играет Кен Мерккс.

### Скоросвет-рейнджеры
- Картер Грейсон — Красный скоросвет-рейнджер. Роль играет Шон Св Джонсон.
- Чад Ли — Синий скоросвет-рейнджер. Роль играет Майкл Чатурантабут.
- Джоэл Роулингс — Зелёный скоросвет-рейнджер. Роль играет Кит Робинсон.
- Келси Уинслоу — Жёлтый скоросвет-рейнджер. Роль играет Саша Уильямс.
- Дана Митчелл — Розовый скоросвет-рейнджер. Роль играет Элисон МакИннис.
- Райан Митчелл — Титановый рейнджер. Роль играет Рэтт Фишер.

### Антагонисты
- Рэнсик — главный антагонист, бывший преступник-мутант из 3000 года, который отправился в прошлое, в 2001 год, чтобы контролировать Землю до того, как существовал Патруль Времени. Роль играет Вернон Уэллс.
- Надира — дочь Рэнсика, довольно неприятный, детский, незрелый, своенравный, самовлюбленный и эгоцентричный гуманоид с розовыми волосами. Роль играет Кейт Шелдон.
- Доктор Луи Ферикс / Фракс — киборг и помощник Рэнсика, ранее был человек-робототехником, но втайне был эрудитом, проводившим новаторские эксперименты в области генетики, токсинологии и синтетической жизни. Роль озвучивает Эдди Фрирсон, а играет Джефф Григгс.
- Глуто — мелкий преступник мутант-синий кит, помощник Рэнсика. Роль озвучивает Нил Каплан
- Циклоботы — роботы-пехотинцы.
- Вайпра — демонесса в человеческом облике. Бывшая помощница демонов Королевы Банширы. Роль играет Дженнифер Л. Йен.

## Эпизоды
| № общий | № в сезоне | Название                                                      | Режиссёр         | Автор сценария            | Дата премьеры    |
| ------- | ---------- | ------------------------------------------------------------- | ---------------- | ------------------------- | ---------------- |
| 379     | 1          | «Полиция будущего - Часть 1» «Force from the Future, Part I»  | Коити Сакамото   | Джудд Линн и Джеки Маршан | 3 февраля 2001   |
| 380     | 2          | «Полиция будущего - Часть 2» «Force from the Future, Part II» | Коити Сакамото   | Джудд Линн и Джеки Маршан | 10 февраля 2001  |
| 381     | 3          | «Есть за что бороться» «Something to Fight For»               | Коити Сакамото   | Джудд Линн и Джеки Маршан | 17 февраля 2001  |
| 382     | 4          | «История Рэнсика» «Ransik Lives»                              | Кайдзо Хаяси     | Джудд Линн и Джеки Маршан | 24 февраля 2001  |
| 383     | 5          | «Голубой луч» «A Blue Streak»                                 | Кайдзо Хаяси     | Джудд Линн и Джеки Маршан | 3 марта 2001     |
| 384     | 6          | «Разные пути» «A Parting of Ways»                             | Уорт Китер       | Джудд Линн и Джеки Маршан | 10 марта 2001    |
| 385     | 7          | «Короткое замыкание» «Short-Circuited»                        | Уорт Китер       | Джудд Линн и Джеки Маршан | 17 марта 2001    |
| 386     | 8          | «Месть Джэн» «Jen's Revenge»                                  | Коити Сакамото   | Джудд Линн                | 24 марта 2001    |
| 387     | 9          | «Призрак из будущего» «The Time Shadow»                       | Коити Сакамото   | Джудд Линн                | 31 марта 2001    |
| 388     | 10         | «Будущее не предопределено» «Future Unknown»                  | Джудд Линн       | Джудд Линн и Джеки Маршан | 7 апреля 2001    |
| 389     | 11         | «Удивительный Трип» «Uniquely Trip»                           | Джудд Линн       | Джудд Линн и Джеки Маршан | 14 апреля 2001   |
| 390     | 12         | «Разные судьбы» «Worlds Apart»                                | Айзек Флорентайн | Джудд Линн и Джеки Маршан | 21 апреля 2001   |
| 391     | 13         | «Квантовый помощник» «The Quantum Quest»                      | Айзек Флорентайн | Джудд Линн и Джеки Маршан | 28 апреля 2001   |
| 392     | 14         | «Кто хозяин Рэкса? - Часть 1» «Clash for Control, Part I»     | Коити Сакамото   | Джудд Линн и Джеки Маршан | 5 мая 2001       |
| 393     | 15         | «Кто хозяин Рэкса? - Часть 2» «Clash for Control, Part II»    | Коити Сакамото   | Джудд Линн и Джеки Маршан | 12 мая 2001      |
| 394     | 16         | «Телохранитель в синем» «Bodyguard in Blue»                   | Коити Сакамото   | Джудд Линн и Джеки Маршан | 19 мая 2001      |
| 395     | 17         | «Тайна старой башни» «The Legend of the Clock Tower»          | Йоши Хосоя       | Джудд Линн                | 9 мая 2001       |
| 396     | 18         | «Доверие и победа» «Trust and Triumph»                        | Коити Сакамото   | Джудд Линн и Джеки Маршан | 2 июня 2001      |
| 397     | 19         | «Трип - защитник» «Trip Takes a Stand»                        | Айзек Флорентайн | Джудд Линн и Джеки Маршан | 9 июня 2001      |
| 398     | 20         | «Тайна квантового рейнджера» «Quantum Secrets»                | Макото Ёкояма    | Джудд Линн и Джеки Маршан | 16 июня 2001     |
| 399     | 21         | «Последняя гонка» «The Last Race»                             | Айзек Флорентайн | Джудд Линн и Джеки Маршан | 23 июня 2001     |
| 400     | 22         | «Влюблённый рейнджер» «Lovestruck Rangers»                    | Уорт Китер       | Джудд Линн и Джеки Маршан | 7 июля 2001      |
| 401     | 23         | «Великое разоблачение» «Full Exposure»                        | Уорт Китер       | Джудд Линн и Джеки Маршан | 14 июля 2001     |
| 402     | 24         | «Киномания - Часть 1» «Movie Madness, Part I»                 | Коити Сакамото   | Джудд Линн и Джеки Маршан | 21 июля 2001     |
| 403     | 25         | «Киномания - Часть 2» «Movie Madness, Part II»                | Коити Сакамото   | Джудд Линн и Джеки Маршан | 28 июля 2001     |
| 404     | 26         | «Предатель» «Time Force Traitor»                              | Коити Сакамото   | Джудд Линн и Джеки Маршан | 4 августа 2001   |
| 405     | 27         | «Месть Фрэкса» «Frax's Fury»                                  | Коити Сакамото   | Джудд Линн и Джеки Маршан | 11 августа 2001  |
| 405     | 28         | «Спасти будущее» «Dawn of Destiny»                            | Уорт Китер       | Джудд Линн и Джеки Маршан | 18 августа 2001  |
| 407     | 29         | «Бой с судьбой» «Fight Against Fate»                          | Уорт Китер       | Джудд Линн и Джеки Маршан | 25 августа 2001  |
| 408     | 30         | «Поражение судьбы» «Destiny Defeated»                         | Уорт Китер       | Джудд Линн и Джеки Маршан | 8 сентября 2001  |
| 409     | 31         | «Рейнджеры под прикрытием» «Undercover Rangers»               | Коити Сакамото   | Джудд Линн и Джеки Маршан | 15 сентября 2001 |
| 410     | 32         | «Берегись рыцаря» «Beware the Knight»                         | Коити Сакамото   | Джудд Линн и Джеки Маршан | 22 сентября 2001 |
| 411     | 33         | «Успеть на помощь патрулю» «Time for Lightspeed»              | Коити Сакамото   | Джудд Линн и Джеки Маршан | 29 сентября 2001 |
| 412     | 34         | «По ту сторону зеркала» «Reflections of Evil»                 | Джонатан Тзачер  | Джудд Линн и Джеки Маршан | 6 октября 2001   |
| 413     | 35         | «Мужчина её мечты» «Nadira's Dream Date»                      | Уорт Китер       | Джудд Линн и Джеки Маршан | 13 октября 2001  |
| 414     | 36         | «Предсказание Циркита» «Circuit Unsure»                       | Уорт Китер       | Джудд Линн и Джеки Маршан | 20 октября 2001  |
| 415     | 37         | «Затишье перед бурей» «A Calm Before the Storm»               | Уорт Китер       | Джудд Линн и Джеки Маршан | 27 октября 2001  |
| 416     | 38         | «Конец времён - Часть 1» «The End of Time, Part I»            | Коити Сакамото   | Джудд Линн и Джеки Маршан | 3 ноября 2001    |
| 417     | 39         | «Конец времён - Часть 2» «The End of Time, Part II»           | Коити Сакамото   | Джудд Линн и Джеки Маршан | 10 ноября 2001   |
| 418     | 40         | «Конец времён - Часть 3» «The End of Time, Part III»          | Коити Сакамото   | Джудд Линн и Джеки Маршан | 17 ноября 2001   |